# Tricula
Tricula é um género de gastrópode  da família Pomatiopsidae.
Este género contém as seguintes espécies:
- Tricula bollingi
- Tricula chiui
- Tricula gravelyi B. Prashad, 1921
- Tricula gregoriana Annandale, 1924
- Tricula horae T. N. Annandale & Rao, 1925
- Tricula hortensis
- Tricula humida
- Tricula martini Rao, 1928
- Tricula montana Benson, 1843
- Tricula taylori Rao, 1928